# Cladoselachidae
Cladoselachiformes
Ordre
Famille
Les Cladoselachidae forment une famille éteinte de requins, la seule de l'ordre des Cladoselachiformes et comptant les formes les plus primitives des requins dits modernes.

## Liste des genres
- † Cladoselache Dean, 1894 † (seul genre validé par BioLib (11 janvier 2021)[1])
- † Cladodus
- † Cladolepis
- † Deirolepis
- † Ohiolepis
- † Monocladodus
- † Pristicladodus